# コルネリス・フォック
コルネリス・ヘンドリクス・マッテーウス・フォック（Cornelis Hendricus Mattheus Fock、1845年9月23日 - 1883年2月4日）は、明治時代にお雇い外国人として来日したオランダの医師である。日本名は漢字で保阿倔等と表記される。

## 経歴・人物
ユトレヒトの生まれ。ユトレヒト大学に入学し、後に幕末から明治時代のお雇い外国人となるアントニウス・ボードウィンから医学を学ぶ。
卒業後、1877年（明治10年）に日本政府の招聘により来日した。新潟に在住し、新潟医学校（現在の新潟大学医学部）の教師であった竹山屯の勧めで同校に着任し、眼科学、産婦人科学、解剖学等医学に関する多彩な学問の教鞭を執った。1879年（明治12年）からは長崎に移住し、長崎医学校（現在の長崎大学）にて教鞭を執る等、地方での医学おける西洋化に貢献した。
この間にフォックはヨーロッパ旅行のため一旦帰国し、再度来日するが長崎で急逝した。なお、フォックの墓は大浦の外国人墓地に所在する。

## 著書
- 『眼科提要』- 1879年（明治12年）に刊行。中根重一との共著で、新潟医学校の教師であった竹山と共に翻訳した。現在は新潟大学付属図書館が所蔵している。